# Вест Питсбург (Пенсилванија)
Вест Питсбург (енгл. West Pittsburg) насељено је место без административног статуса у америчкој савезној држави Пенсилванија.

## Демографија
По попису из 2010. године број становника је 808.
| Група             | 2000.    | 2010.       |
| Белци             | 0 (0,0%) | 791 (97,9%) |
| Афроамериканци    | 0 (0,0%) | 5 (0,6%)    |
| Азијати           | 0 (0,0%) | 0 (0,0%)    |
| Хиспаноамериканци | 0 (0,0%) | 5 (0,6%)    |
| Укупно            | 0        | 808         |